# Eds distrikt, Värmland
Eds distrikt är ett distrikt i Grums kommun och Värmlands län. Distriktet ligger omkring Segmon och Slottsbron i södra Värmland.

## Tidigare administrativ tillhörighet
Distriktet inrättades 2016 och utgörs av en del av området Grums köping omfattade till 1971, delen som före 1969 utgjorde Eds socken.
Området motsvarar den omfattning Eds församling hade vid årsskiftet 1999/2000.

## Tätorter och småorter
I Eds distrikt finns två tätorter och en småort.

### Tätorter
- Segmon
- Slottsbron

### Småorter
- Liljedal